# UDDI
UDDI (англ. Universal Description Discovery & Integration) — платформово-незалежний інструмент для розміщення описів вебсервісів (WSDL) для забезпечення можливості їх пошуку іншими організаціями і інтеграції в свої системи. Остання офіційна специфікація на момент написання статті має версію 3.0.2 (UDDI Version 3.0.2)